# Hassouneh Al-Sheikh
Hassouneh Qasem Al-Sheikh (Amman, 26 gennaio 1977) è un ex calciatore giordano, di ruolo centrocampista.

## Caratteristiche tecniche
Era un trequartista.

## Carriera

### Nazionale
Ha debuttato in Nazionale il 19 aprile 1997, in Giordania-Bahrein (4-1), gara in cui ha siglato una rete. Ha partecipato, con la Nazionale, alla Coppa d'Asia 2004. Con 104 presenze è il settimo calciatore con più presenze nella Nazionale. Ha collezionato in totale, con la maglia della Nazionale, 104 presenze e 10 reti.

## Palmarès

### Club

#### Competizioni nazionali
- Campionato giordano di calcio: 7

Al-Faisaly: 1999, 2000, 2001, 2002-2003, 2003-2004, 2009-2010, 2011-2012
- Coppa della Giordania: 8

Al-Faisaly: 1999, 2001, 2002-2003, 2003-2004, 2004-2005, 2007-2008, 2011-2012, 2014-2015
- Supercoppa della Giordania: 5

Al-Faisaly: 2001-2002, 2003-2004, 2005-2006, 2011-2012, 2014-2015
- Jordan FA Shield: 3

Al-Faisaly: 2000-2001, 2007-2008, 2011-2012
- Bahraini Crown Prince Cup: 1

Al-Riffa: 2005

#### Competizioni internazionali
- Coppa dell'AFC: 1

Al-Faisaly: 2005-2006